# Nissaryd
Nissaryd är en by i Långaryds distrikt (Långaryds socken) i västra Småland som sedan 1974 tillhör Hylte kommun och Hallands län. Byn ligger fyra kilometer öster om tätorten Hyltebruk, vid vägskälet där Länsväg 873 mot Skoga utgår från Länsväg 879 mellan Hyltebruk och Nyby. Byn kan delas in i Norra Nissaryd och Södra Nissaryd.